# Ixodorhynchidae
Ixodorhynchidae (лат.) — семейство клещей (Dermanyssoidea) из отряда Mesostigmata. В мировой фауне известно 8 родов и 12 видов. Паразитируют на змеях встречаются повсеместно.

## Описание
Семейство Ixodorhynchidae состоит из родов, эктопаразитирующих на змеях по всему миру. Иксодорхинхидные клещи обитают под чешуей змеи, часто на голове вокруг глаз. Фейн (1962) сделал наиболее полный обзор семейства, и с тех пор таксономические работы по иксодорхинхидам были немногочисленны, за исключением Восса (1967), который синонимизировал Asiatolaelaps Fain, 1961 с Hemilaelaps Ewing, 1933, а Lizaso (1983), который добавил два дополнительных рода, Chironobius и Ophiogongylus. Одновременно с монографией Фейна (1962) Джонстон (1962) опубликовал описание нового рода Ixodorhynchoides, встречающегося на ужеобразных змеях в США.

## Систематика
Семейство было впервые выделено в 1923 году. В мировой фауне известно 8 родов и 12 видов из семейства Ixodorhynchidae.
- Род Asiatolaelaps Fain, 1961[6]
  - Asiatolaelaps evansi Fain, 1965
- Род Chironobius H. A. P. M. Lombert & W. W. Moss, 1983
  - Chironobius alvus H. A. P. M. Lombert & W. W. Moss, 1983
  - Chironobius nordestinus Lizaso, 1983[7]
- Род Ixobioides Fonseca, 1934[8]
  - Ixobioides brachispinosus (Lizaso, 1983)[7] — на змеях Xenodon neuwiedii (Reptilia); Бразилия
  - Ixobioides butantanensis Fonseca, 1934[8]
- Род Ixodorhynchoides Johnston, 1962
  - Ixodorhynchoides truncatus Johnston, 1962[9]
- Род Ixodorhynchus Ewing, 1922
  - Ixodorhynchus liponyssoides Ewing, 1922
  - Ixodorhynchus piger (Berlese, 1917)
- Род Ophiogongylus H. A. P. M. Lombert & W. W. Moss, 1983
  - Ophiogongylus breviscutum Lizaso, 1983[7] — на змеях Leimadophis poecilogyrus (Reptilia); Бразилия
  - Ophiogongylus rotundus H. A. P. M. Lombert & W. W. Moss, 1983
- Род Scutanolaelaps Lavoipierre, 1959
  - Scutanolaelaps ophidius Lavopierre, 1959
- Род Strandtibbettsia Fain, 1961[6]
  - Strandtibbettsia gordoni (Tibbetts, 1957)